# Arte mudéjar
Si definisce arte mudéjar quell'espressione artistica elaborata in terra iberica nel periodo immediatamente successivo alla fine del dominio musulmano di al-Andalus.

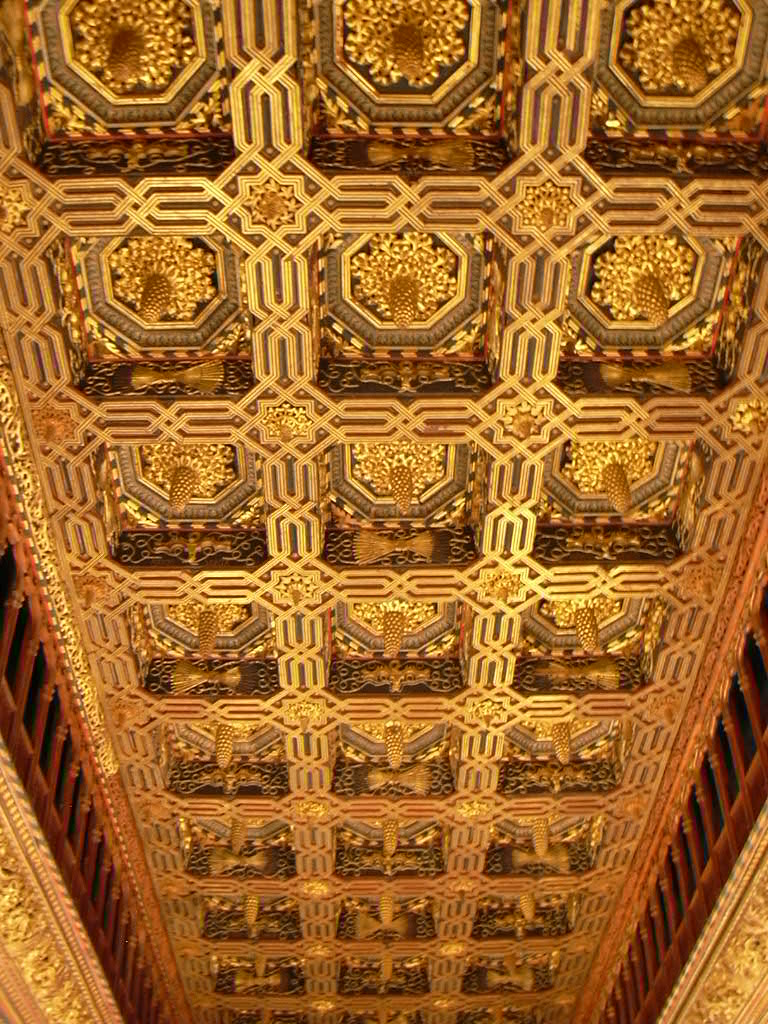
Soffitto a cassettoni della sala del trono della Aljafería di Saragozza.

Lo stile mudéjar costituisce la prosecuzione dello stile cosiddetto mozarabo ed è rappresentato esemplarmente dall'Alcázar di Siviglia, ricostruito tra il 1353 e il 1364 da Pietro I il Crudele (1334-1369), re di Castiglia e León dal 1350.

## Ceramiche ispano-moresche
Dal XII al XVI secolo, l'arte della ceramica a riflessi metallici (gli azulejo, vasi, piatti, vasche) come la fabbricazione dei lampadari, conobbero uno sviluppo considerevole in centri quali Malaga, Valencia, Siviglia o Granada.

## Acciaio Damasco
Erede diretta di Damasco nell'arte di forgiare lame, Toledo non demeritò mai l'insegnamento siriano.

## Architettura islamica
In architettura i mudéjar utilizzarono tecniche proprie (archi a ferro di cavallo, arcate cieche, campanili a forma di minareti) e ornamenti propri (arabeschi, soffitti a cassettone (artesonados) con intarsi). Applicati agli edifici romanici, ma soprattutto gotici e anche rinascimentali, questi elementi crearono uno stile ibrido di grande interesse. Le sue caratteristiche principali sono l'arco a ferro di cavallo, l'utilizzo di mattoni, la decorazione a stucco cesellata policroma (yeserias) e in ceramica (azulejos). Fu l'utilizzo delle tecniche apportate dai musulmani per edifici costruiti dai cristiani.

## Galleria d'immagini

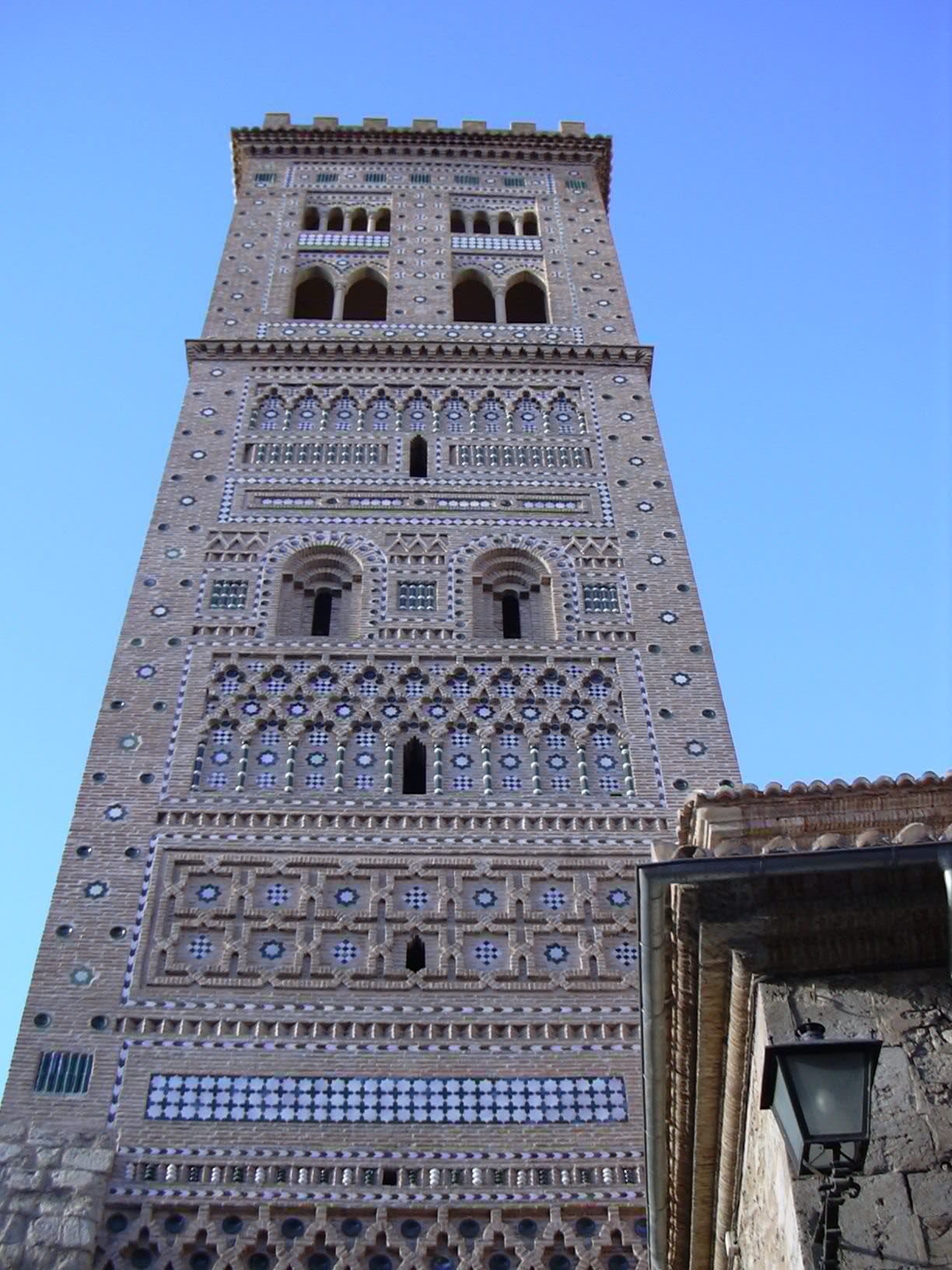
Torre di San Martino a Teruel
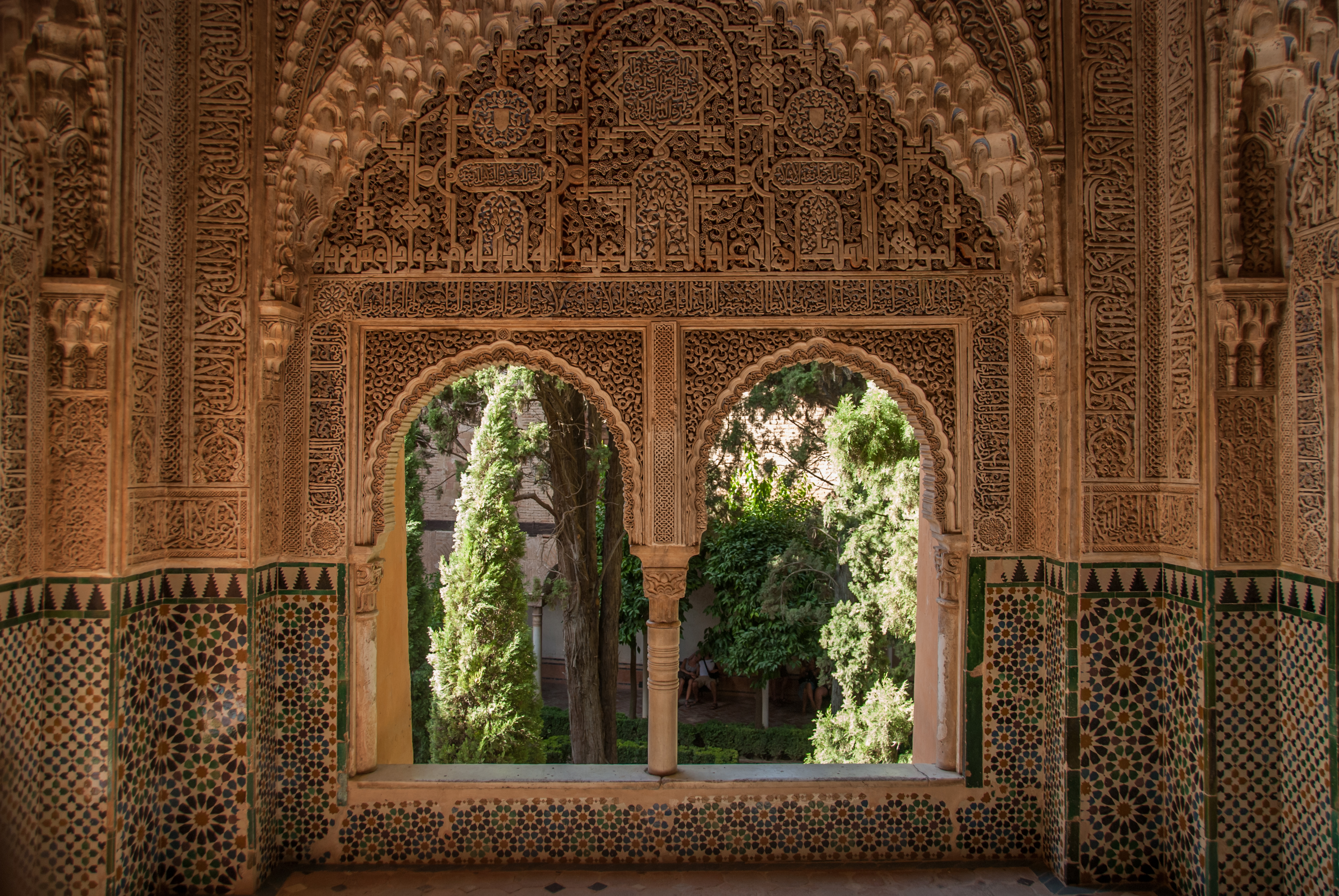
Yeserias e azulejos dell'Alhambra di Granada
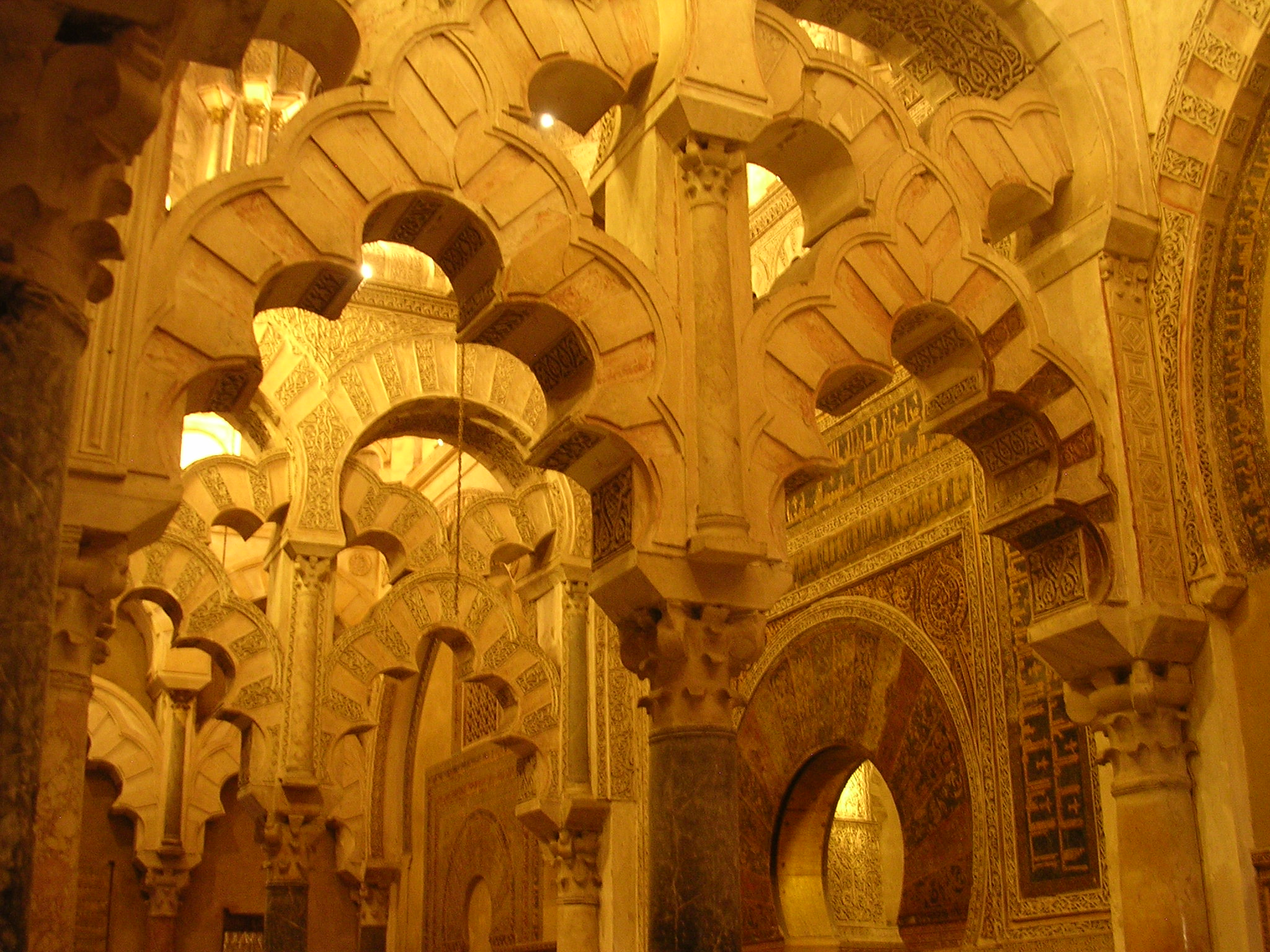
Cattedrale di Cordova